# Slavkov (Zlín)
Slavkov é uma comuna checa localizada na região de Zlín, distrito de Uherské Hradiště.